# Keltibér nyelv
A keltibér nyelv (saját elnevezése nem ismert, spanyolul celtíbero) az indoeurópai nyelvcsalád szárazföldi kelta (ókelta) ágába tartozó kihalt ókori nyelv, amelyet az Ibériai-félsziget középső északi részén beszéltek az i. e. I. évezredben. A nyelvet néhány tucat hosszabb-rövidebb feliratból ismerjük, amelyek ez Ebro folyó vidékéről származnak. Többségük az ibér ábécé betűivel íródott, a későbbiek pedig már latin írással. Hang- és alaktanilag az egyik legarchaikusabb ókelta nyelv; bár a mássalhangzók pontos rekonstruálásában problémát okoz, hogy az ibér írás nem tudott minden hangot megfelelően visszaadni, többek között azért, mert az ibér nyelv nem ismerte a zöngés–zöngétlen megkülönböztetést.

## Történeti áttekintés
A római hódítás előtti századokban az Ibériai-félszigeten – a jószerivel ismeretlen nem indoeurópai nyelvek mellett – több kelta dialektust is beszéltek. Az első kelta törzsek az i. e. II. évezred vége felé érkezhettek a félszigetre, azonban nem tudni, hogy a rómaiak által Celtiberinek nevezett nép a mai értelemben vett keltibérek voltak-e. Hagyományosan ugyanis valamennyi, a félszigeten élt kelta népre a „keltibér” elnevezéssel utaltak azon elavult nézet alapján, miszerint kelták és ibérek keverékei voltak. Mára viszont világossá vált, hogy nem egyetlen kelta népcsoportról van szó, és a tulajdonképpeni keltibér nép és nyelv nem a kelta és az ibér keveréke, hanem ugyanolyan önálló kelta nép volt, mint a gallok. A bizonytalan besorolású, de indoeurópai luzitán nyelv azonban egy alapvető sajátossága miatt eltért a keltától, mivel megőrizte az indoeurópai eredetű p hangot – bár néhányan a keltához közel álló, esetleg ősi kelta nyelvnek tekintették. A szócikkben a feliratokból ismert keltibér nyelvet ismertetjük.

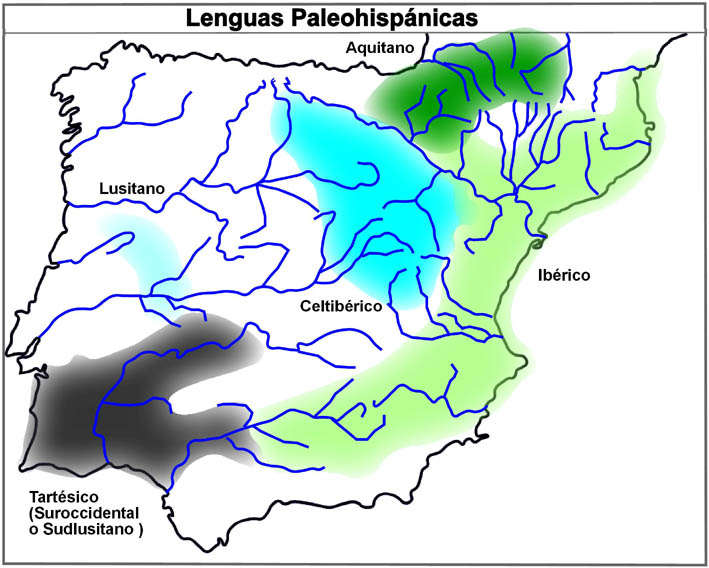
Preromán nyelvek Hispániában: a feltételezett keltibér nyelvterület élénkkék színnel jelölve.

## Hangtan
A keltibér hangrendszer a többi ókelta nyelvhez képest archaikus. A goidel nyelvekhez hasonlóan megőrizte az indoeuropai */kw/ fonémát (szemben a gallal és a többi kelta nyelvvel, ahol p-vé alakult), így az ún. q-kelta nyelvek közé sorolják. Ugyanakkor, mint minden kelta nyelvben, itt is eltűnt az indoeurópai p hang (ez a legjellemzőbb összkelta hangtani sajátosság, amely a kelta nyelveket élesen elkülöníti az indoeurópai nyelvcsalád többi ágától). A mégis előforduló p hangjel vagy nem indoeurópai eredetű, vagy valójában /b/-t jelölhetett, ugyanis – mint azt a bevezetőben már említettük – az ibér nyelv nem ismerte a zárhangok zöngés–zöngétlen megkülönböztetését (vagyis például a ta szótagot a keltibérben ejthették [ta]-ként, és [da]-ként is). Szintén problémát jelent a szövegek értelmezésében, hogy az ibér szótagírás nem volt képes jelölni az indoeurópai mássalhangzócsoportokat (bl, br; pl, pr; kl, kr; gl, gr; tr stb.), mivel az ibér nyelv nem ismerte a szó(tag)kezdő mássalhangzó-torlódásokat.
A magánhangzók állományában a latinhoz és a spanyolhoz hasonlóan öt hangszínt találunk: /a, e, i, o, u/, és feltételezhetően létezett a magánhangzók hosszú–rövid fonológiai szembenállása. Megőrződött a két indoeurópai félhangzó: /w/ és /j/; az eddig ismert diftongusok pedig a következők: /aj, ej, oj, uj/ és /aw, ew, ow/.
A mássalhangzók között változatlanul maradtak az indoeurópai /l, m, n, r/ hangok. Kétféle sziszegőhang létezett, valószínűleg egy zöngétlen /s/ és egy zöngés /z/ – az utóbbi az indoeurópai /d, dh/ hangokból alakult ki magánhangzók közötti és szóvégi helyzetben –, amelyeket az átírásban s és z vagy ś és s betűkkel jelölnek. A fent felsorolt mássalhangzókon kívül valószínűleg megvolt a zöngés és zöngétlen zárhangok megkülönböztetése – /t, k/ és /b, d, g/ –, amit viszont az írás nem jelölt.

## Nyelvtan
Nyelvtipológiai szempontból, mint az indoeurópai nyelvek általában, a keltibér is flektáló nyelv (hajlító-ragozó) nyelv volt. A névszóragozás nagyon hasonló volt a latinéhoz. Legfeljebb nyolc esetet különböztettek meg, bár nem mindenről van adatunk. Példaként az o-tövű névszók ragozását az alábbi táblázatban vázoljuk:
| Eset           | Egyes szám | Többes szám |
| -------------- | ---------- | ----------- |
| nominativus    | -os        | -oi (?)     |
| accusativus    | -om        | ?           |
| genitivus      | -o         | -um         |
| dativus        | -ui        | -ubos       |
| ablativus      | -us [uz]   | -ubos       |
| locativus      | -ei        | ?           |
| instrumentalis | -u (?)     | -ubos       |

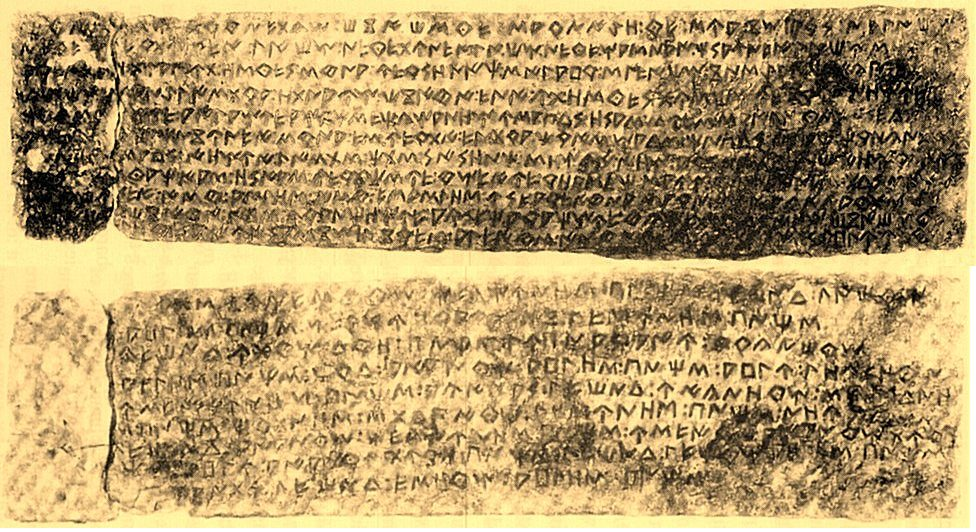
A Botorritában talált ibér betűs bronztáblák

Megjegyzés: a kérdőjeles alakok bizonytalanok vagy egyáltalán nem ismertek.
Az igeragozás rendszere hasonló volt a latinéhoz és az óindéhez, illetve a régi indoeurópai nyelvekéhez. A tagadás a ne, nekue (vö. latin neque) szavakkal történt.
A fontosabb kötőszók az uta „és, szintén”, simulószóként -kue (vö. latin -que); autom „vagy” (vö. latin aut, autem), simulószóként -ue (vö. latin -ve); iom „ha”. A mutatónévmások: śa, śtam, śaum, śomui, śomei; osaś, ośias, ośkues; vonatkozó névmások: ioś, iaś, iomui (ś = sz, s = z).
Néhány szó: kantom „száz” (vö. latin centum), keniś „nemzetség” (vö. latin genus), kentiś „család” (vö. latin gens, gentis), reś (< *reks) „király” (vö. latin rex), teiuo „isten” (vö. latin deus), viros „férfi” (vö. latin vir), stb.

## Kivonatok a talált feliratokból
A keltibér nyelvből néhány ércpénz-feliraton kívül mindössze 40 rövid felirat maradt ránk. Akadnak köztük hosszabb mondatok is, ezek közül a legjelentősebbek a Peñalba de Villastarban talált latin betűs nagy sziklafelirat, amely egy Lugus istennek szentelt kultikus építmény felállításáról szól (1); valamint két, ibér írással készült, bronztáblácskákba vésett felirat: a lusagai egy vendégjogi szerződés kivonata (2), a botorritai pedig, szintén ibér írással, földhasználatot szabályozó szövegeket tartalmaznak (3):

1. Eniorosei uta tigino tiatunei trecaias to luguei araianom comeimu. Eniorosei equeisuique ocris olocas togias sistat luguei, tiaso togias.
2. Belaikomkue keniś karikokue keniś śtam kortikam elasunom. Karuo tekes śa kortika teiuoreikiś.
3. Tokoitei ioś uratiomue auseti aratimue, tekametam tatus.

Közelítő magyar fordításuk
1. „A hegyeken lakóhoz, az araiak Lugusához zarándoklatot tettünk. A hegyi lakónak és egyben Lugusa lóistennek a közösség feje hajlékot [házat, csarnokot, kultikus építményt] emelt, (egyben) thiasusnak [a kultikus községnek] hajlékot.”
2. „A Belaiokok nemzetsége és a Karikos nemzetség állította ki ezt a szerződés-okiratot. Ez a barátsági szerződés Deivorexék házában (van).”
3. „Aki Tokoit [isten] földjén legelőt vagy szántót akar használni, tizedet adjon.”